# Quant m'estimes?
Quant m'estimes? (títol original en francès: Combien tu m'aimes?) és una pel·lícula francesa dirigida per Bertrand Blier, estrenada l'any 2005 i doblada al català.

## Argument
François acaba de guanyar la loto. S'enamora de Daniela, un ganxo de club de nit del barri de Pigalle i li proposa una vida comuna remunerada. Ella accepta. Però François té el cor fràgil, i aquesta nova vida intranquil·litza el seu metge i amic André que el posa en guàrdia. Arriba aviat Charly, el pinxo de Daniela, que busca recuperar el seu bé.

## Repartiment
- Monica Bellucci: Daniela
- Bernard Campan: François
- Gérard Depardieu: Charly
- Jean-Pierre Darroussin: André Migot
- Farida Rahouadj: La veïna
- Sara Forestier: Muguet
- amb la participació de Michel Vuillermoz de la Comédie-Française: El metge
- François Rollin: Michael
- Jean Barney: Guardaespatlles 1
- Baptista Rosselló: Guardaespatlles 2
- Jean Dell: Home del cementiri
- Vincent Nemeth, Bruno Abraham-Kremer, Valérie Karsenti, Michaël Abiteboul, Fabienne Chaudat: Col·legues de François
- Cécile Brams: Anne-Sophie
- Édouard Baer en el paper de l'home trastocat
- Stéphane Slima: Slim
- Dimitri Rataud, Nicolas Simon, Bruno Anger, Sarah Stern, Yann Pradal, Christina Tovle, Camille Bardery, Chloé Porta: Els altres col·legues
- Thomas Badek: El veí de replà

## Banda sonora
La banda sonora es compon principalment d'extrets d'òperes italianes (Vincenzo Bellini, Giuseppe Verdi i Giacomo Puccini). Així, en la festa al pis els convidats ballen amb la música de carnaval de La traviata. A l'escena final, quan Daniela i François estan esmorzant, se sent el duo d'amor de la Madama Butterfly.

## Al voltant de la pel·lícula
- El rodatge va tenir lloc de febrer a abril del 2005.
- El cineasta fa una petita aparició com a primer client de Muguet, a la manera d'Alfred Hitchcock (veure sobre aquest tema la llista de cameos d'Hitchcock).
- Crítica: "Acudits grollers i sense gràcia; sentiment sense delicadesa i conflicte dramàtic sense reflexió. (...) l'única obsessió de Blier sembla el cos de Monica Bellucci"[3]